# 国鉄DD14形ディーゼル機関車
国鉄DD14形ディーゼル機関車（こくてつDD14がたディーゼルきかんしゃ）は、1960年に登場した、日本国有鉄道（国鉄）の除雪用ディーゼル機関車（ロータリー式）である。

## 概要

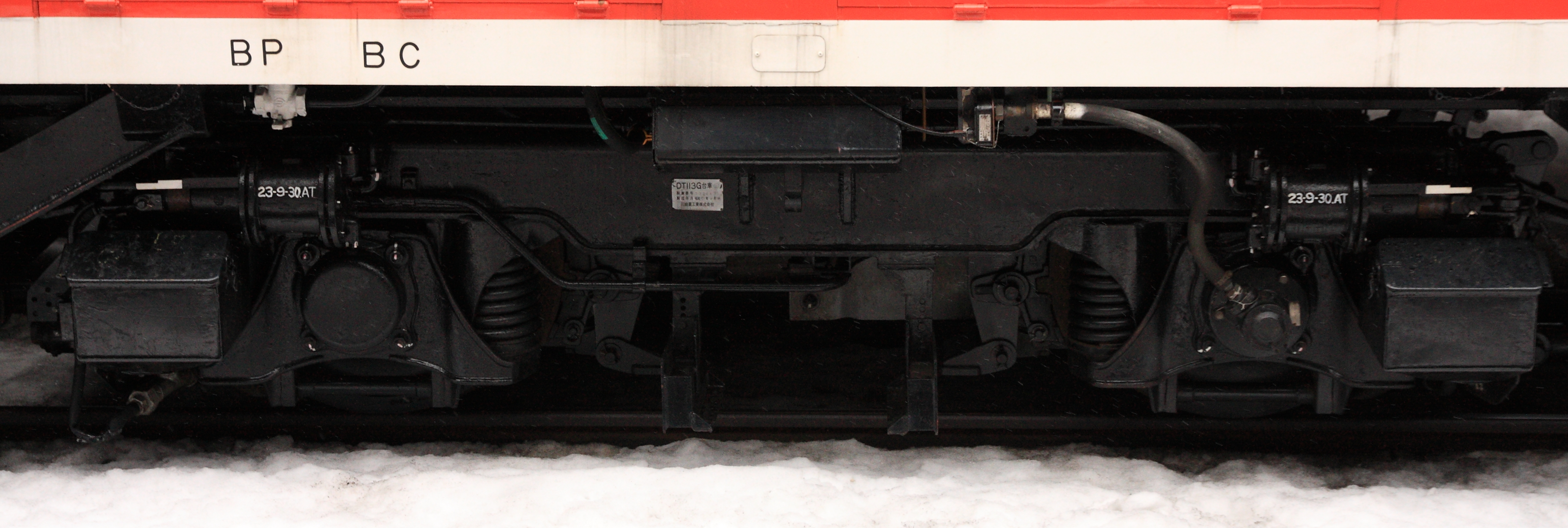
DD14 332の
DT113G形台車

1960年から汽車製造、1972年の汽車製造合併後は川崎重工業（大阪工場3両・大阪工場閉鎖後は兵庫工場が17両製造）が製造を引き継ぎ、1979年までに43両が製造された。基本型の0番台が8両製造された後、減速機を改良し、台車をDT113Aから一体圧延車輪を採用した改良形のDT113Gに変更した300番台が1966年から製造された。

従来、ラッセル車により線路脇に壁状に押し退けられた側雪は、キマロキ列車の運転により側雪を一度線路中央部へ崩し、それを掻き込んで遠方に跳ね飛ばしていたが、DD14形はこれを一度に1両でまかなうことを目的として、入換用に広く使用されていたDD13形ディーゼル機関車を基本として開発されたものである。

## 構造

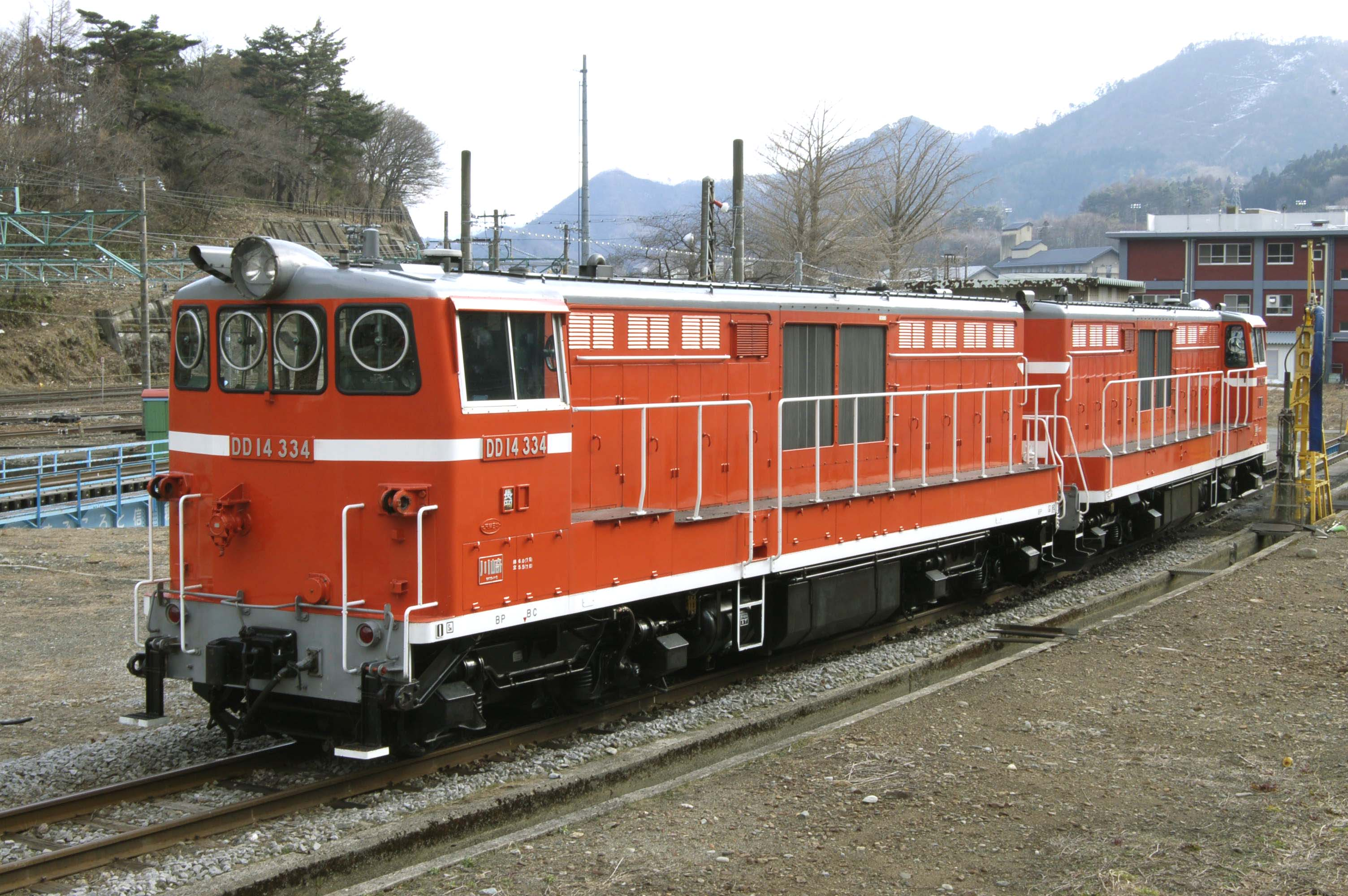
ロータリーヘッドを外した状態 (DD14 334)

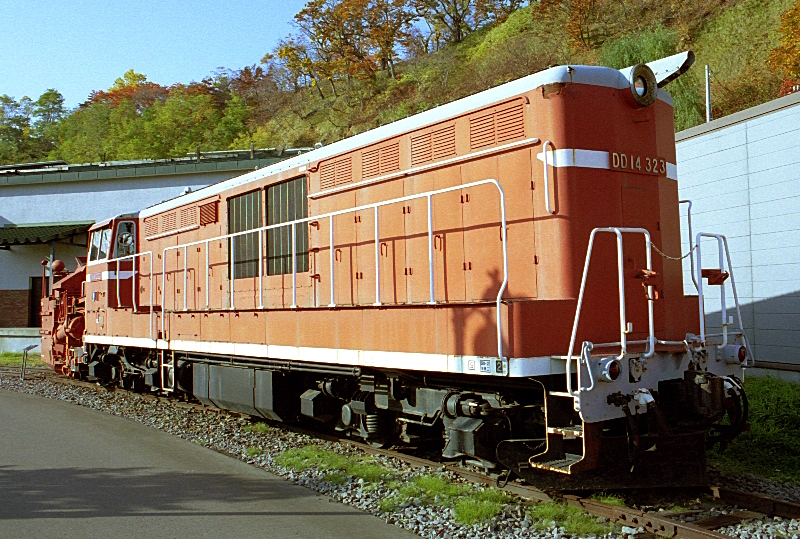
DD14 323 後方

車体の中央部に運転台を置き、両側にディーゼル機関を搭載したボンネットを配したセンターキャブ式凸型のDD13形に対し、運転台を片側に寄せたエンドキャブ式の車体とし、運転台側に除雪用ロータリーヘッドを取付ける構造になっている。除雪用動力を取り出すためのシャフトが台枠上をキャブ側に貫通しており、これを避けるためエンジンとラジエーターの位置がDD13形に比べて高く、ボンネット上面はキャブ屋根と同じ高さとなった。
ロータリーヘッドは着脱可能で、夏季はこれを外して入換に使うことも考慮されている。ディーゼル機関車そのものが少なかった登場時には入換や小運転に使われたが、ボンネット側の視界が極端に悪いことから、入換用の機関車が配備され始めるとほとんど使われなくなった。
動力は、DD13形の機関を元にしたDMF31SB-R形ディーゼル機関（500 ps / 1,500 rpm）を2基搭載している、これは、本形式の2ヶ月後に登場する、DD13形の試作的要素をもったDD13 111号機に搭載される出力増強形のDMF31SB形(500 ps / 1,300 rpm) をロータリー除雪用に対応できるようにした機関であり、液体変速機も、DD13形と同形の、変速2段、直結1段のリスホルム・スミス式シンコー DS1.2/1.35 を2基搭載している、車体の前後には、機関とそれに装備された液体変速機が搭載されており、動力の伝達は、DD13形と同じく、車体の前後に搭載された2つの機関からの出力軸を、車体中央に設置された逆転機で集められ、前後の台車に推進軸で動力を振り分ける方式を採用しているが、逆転機には、ロータリ羽駆動用のシャフトが追加されており、機関からの動力をそのシャフトに振り分けることができるようになっている。通常は1基の機関を除雪用、もう1基の機関を走行用としているが、逆転機により、機関を除雪・走行用に切り替えて使用できる。つまり、単機走行で走行に2機関という使い方、除雪に1機関・走行に1機関という使い方、除雪に2機関という使い方が可能である。除雪に2機関を使う場合は推進用の機関車を必要とし、そのために重連総括制御装置を搭載している。
しかし、単機での除雪作業はほとんど行われず、当初から推進用機関車を連結して重連運転を行い、自身の機関は全て除雪用に使用していた。これは、ロールバー形の除雪装置は馬力効率が悪く、2機関を使用しても出力に余裕がなく、2つの機関をそれぞれ除雪・走行に振り分けると除雪能力が落ち、走行速度が著しく低くなることによる。機関に過剰な負担がかかるとオーバーヒートを起こすため、所属先によってはオーバーヒート防止のため、氷点下の気温にもかかわらず点検扉を全て開け放った状態で除雪作業を行うこともあった。そのため、登場当時は推進用機関車としてDD13 41を総括制御化改造したほか、製造中のDD13 142・143が総括制御対応となった。
以降は総括制御対応のDD13形500番台・600番台を推進用機関車としたが、増備が進むにつれ、所属先によってはこれらの配置がない場合があった。また、登場時は2000年代以降よりも積雪量が多く、また豪雪地帯を走る（後に廃線となった）路線も多く存在し、本形式の使用頻度も高かったため、こういった路線では総括制御非対応の機関車を推進用機関車として使用した。登場初期にはC57形・C58形といった蒸気機関車が推進用機関車として使用された例があったが、これらはディーゼル機関車への置き換えにより次第になくなっていった。代わりに配置されたのがDD51形だったが、同形式は総括制御対応車であっても回路の違いなどから総括制御ができず、最後まで汽笛合図で運転された。また、板谷峠では電気機関車のED78形が推進用機関車として使用され、板谷峠の名物となっていた。DD13形の老朽化による廃車が進行した際にはDE10形が推進用機関車として使用されたが、DD51形と同じく総括制御対応車であっても回路の違いなどから総括制御ができなかったため、本形式用の総括制御対応改造を施した。改造したDE10は未改造のDE10との総括制御ができなくなっている。
JR移行後は複線区間で往復作業するときの転向の問題（転車台が必要になる）から、本形式のボンネット側同士を連結した重連（反向重連・犬つなぎと称する）として1両を除雪用、1両を推進用として使う事が多くなっている。

### 除雪装置

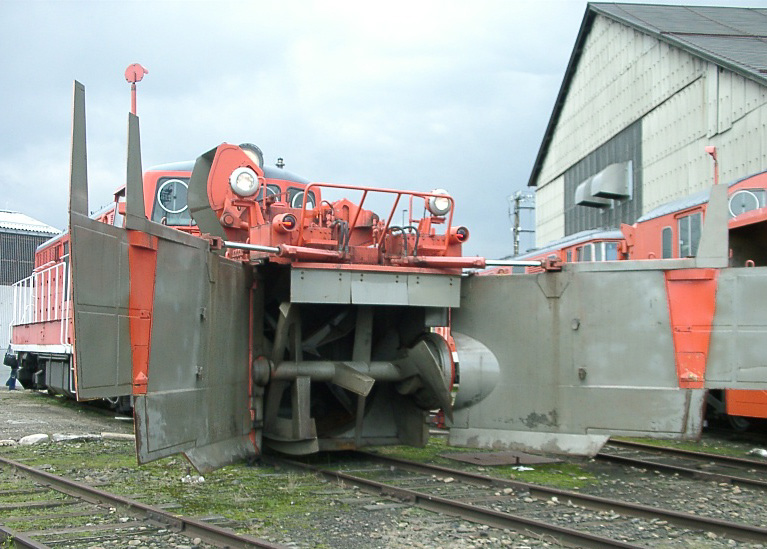
DD14 317 ロータリーヘッド開口部

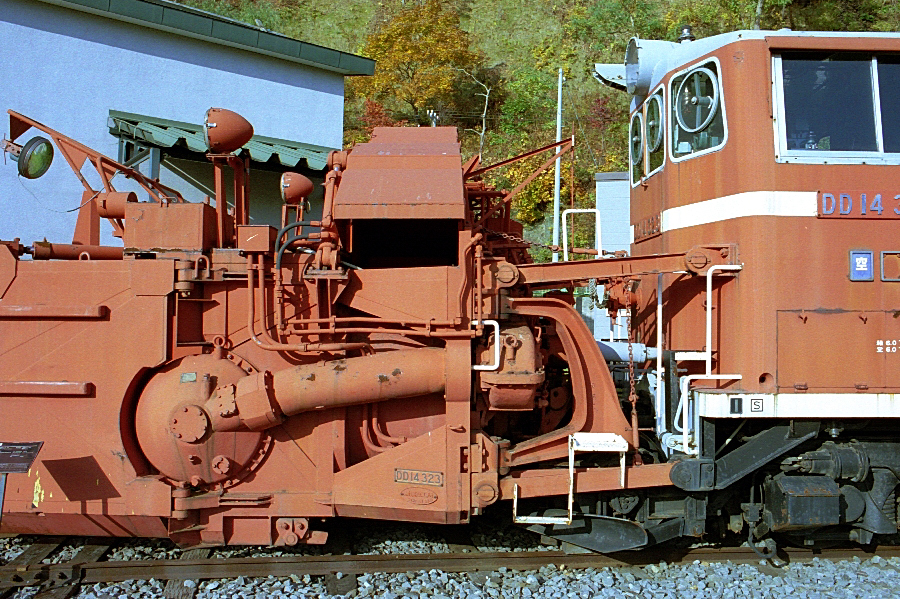
DD14 323 ロータリーヘッド連結部

1軸台車を装備したロータリーヘッドは、1号機では「バイルハック形」と呼ばれる、ウイングで線路内に掻き寄せた雪を回転軸がレール方向に配置された2軸のローター（羽根車）で飛ばす方式のもの（キ620形の除雪装置を2つ並列にしたようなもの）であった。1号機は苗穂機関区に配置され、深名線で除雪試験を行った。結果は上々で、試験結果から手直しをした2号機と3号機を発注し、1号機は引き続き試験を行った。ところが、ウイングとローター、ローター同士の間で雪がうまく流れずに圧縮され、大きな雪壁となって前進不能となってしまう問題が起きた。最初の深名線での試験では雪質などの条件がたまたまよかっただけであった。そのため、雪が詰まらないようにローターに導く案内翼の設置や、ローターの形状変更などの改良を行い、40 km/hで投雪距離25 - 32 mという好成績を収めた。
翌年に落成した2号機と3号機は新潟機関区に配置されて除雪試験を行ったが、本州の水分を多く含んだ雪では改良したにもかかわらず雪壁が生じ、使用不能と判断された。そのため2号機は名寄機関区に転属し、3号機のみ新潟に残って試験を続け、試行錯誤を繰り返していた。その最中に三八豪雪が発生し、鉄道が2週間以上不通になる事態が起きた。しかし、その復旧作業はキマロキ編成と人海戦術で行われ、3号機は使用されなかった。そこで、雪壁の問題を解決するため雪の塊を砕いてかき寄せる機構が考案され、2号機では回転軸が枕木方向に配置されたドラム型のローターが雪のかき寄せと投雪を兼ねる「ウニモグ形」、3号機では回転軸レール方向配置の大型投雪ローター1基の前方に回転軸枕木方向配置のかき寄せローターを追加した「ロールバー形」という2つのタイプを装備し、1号機は従来のバイルハック形を改良して、それぞれ試験を行った。その結果、ロールバー形を本格採用することになった。ロールバー形では構造上作業速度が5 - 10 km/hと低速だったため、1号機では約40 km/hで除雪が可能だった従来のバイルハック形を改良して試験を行ったが、ロールバー形が安定した性能を示したため、以降の量産機は全てロールバー形となった。2号機のウニモグ形は60 km/hという高速で除雪ができ、投雪距離50 mという高性能を示したが、ローターで雪をかき込む際に出る雪煙により前方が見通せない欠点があり、｢吹雪が線路を突っ走っている｣という関係者の証言があるほどだった。そのため、雪煙の上がりにくい新潟で再度試験を行ったが、視界はよくなったものの安定性はロールバー形が上であった。性能の優れたウニモグ形が不採用となったことで、関係者の落胆は大きかった。さらにこの除雪装置は、当時1,500万円もかけて製作したにもかかわらずわずか1ヶ月間しか使用されなかったため、会計検査院からクレームがつき、落胆していた関係者に追い打ちをかける形となってしまった。
後に1号機・2号機もロールバー形に改造され、2011年（平成23年）時点で見られるものはすべてロールバー形である。なお、4号機以降の除雪装置は油圧で制御するのに対し、3号機までは圧縮空気制御であったが、のちに速度と力に優れる油圧制御に統一されている。
かき寄せた雪の投雪方向は、当初は左右選択式で、投雪角度についてのみ連続可変式（最大右：60°、左：45°）であったが、沿線に民家などの建物が多くなり、また地形などの関係で左右に投雪できない場合も出てきたため、後に投雪口が回転式に改造され、左右のみならず前方にも投雪が可能となった車両がある。

雪壁を崩してかき集めるウイングも数回に渡る改良を受け、2011年（平成23年）時点では線路脇の雪壁を階段状に削り取る「段切り翼」を装備し、最大7 m 幅での除雪が可能である。

## 近況
1987年の国鉄分割民営化時には、17両が北海道旅客鉄道（JR北海道）、20両が東日本旅客鉄道（JR東日本）、3両が西日本旅客鉄道（JR西日本）に引き継がれたが、2021年4月現在、JR東日本の310号機（保留車）1両のみが在籍する。
JR移行後は降雪量の減少に加え、高い除雪能力を備えたモーターカーが使われはじめたことにより、DD14形が除雪に使用される回数が徐々に減少している。後者の理由は、DD14形等の機関車で除雪を行うには排雪列車を設定し、運転要員を確保しなければならないのに対し、モーターカーでの除雪作業は線路閉鎖を行う必要があるものの、保線機械扱いであるため操縦に動力車操縦者免許が不要で、現場の保線要員のみで扱えるという簡便さ、経費の少なさが評価されているためでもある。
JR北海道所属車は最後まで本形式が使用された深名線が廃止されたことで1996年までに全廃となった。JR西日本所属車は北陸地区で使用されたが、2002年までに全廃となっている。JR東日本は近年まで本形式が除雪作業の中心として使用されていたこともあり、2007年頃までは大半が残っていた。これは、本形式が使用される東北地方や新潟地区では水分の多いベタ雪が多いため、モーターカーよりも除雪能力の高い本形式が好まれていた。しかし、DD14形よりも高い除雪能力を持つENR-1000形投排雪用保守用車が登場して東日本の各地に配備されたことにより、DE15形やDD16形と共に廃車が進行した。
最後に残ったのは信越本線直江津駅 - 黒姫駅間で使用されていた長岡車両センター所属の2両（327号機、332号機）である。これは同区間が2014年度の北陸新幹線金沢開業によってJR東日本から経営分離されることが決定しているため、ENR-1000形が配備されずDE15形と共に本形式を継続使用せざるを得ないという事情があるためだった。2015年に同区間が経営分離されたことにより運用離脱した。332号機は新津鉄道資料館に保存されている。327号機も2020年9月7日から8日にかけて秋田総合車両センターへ配給輸送され、同年9月9日付で廃車された。ロータリーヘッドは長岡で取り外され、長岡車両センター敷地内に放置されていたが、その後解体された。
なお、JR移行後の特異な運用の1つとして、2008年3月28日、29日に上越線開業77周年記念として長岡駅 - 高崎駅で運転された臨時列車「信濃川」「小出銀嶺」がある。これは、「ばんえつ物語」用の12系客車を使用し、両列車とも長岡駅 - 水上駅間でDD14 333とDD14 334がロータリーヘッドを外した上で反向重連で使用された。なお、333号機は約3か月後に廃車されて、334号機も2010年に廃車となっている。

### 譲渡機

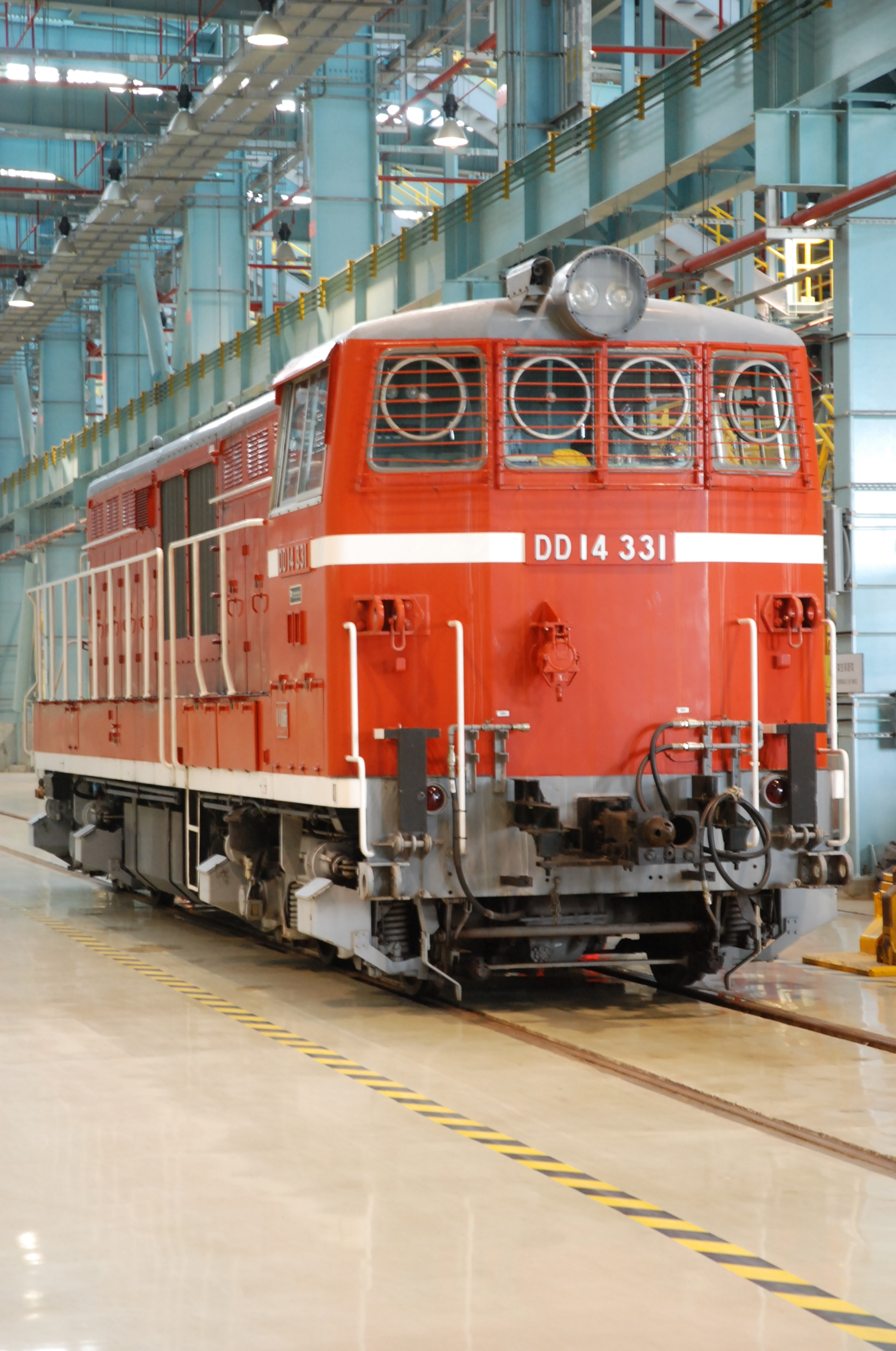
燕巣総合車両工場 DD14 331

- DD14 331 - 標準軌への改軌および連結器の交換などの改造の上、台湾高速鉄道へ譲渡（2004年）。燕巣総合車両工場（車両基地）での入換機および建築限界測定車の牽引車等として使用、車両番号や塗色もそのままで、同時に譲渡されたDD16 20と共に異彩を放っている。

## 保存機
| 画像 | 番号     | 所在地                                                | 備考 |
| ---- | -------- | ----------------------------------------------------- | ---- |
|      | DD14 1   | 北海道三笠市幌内町2丁目287 三笠鉄道記念館             |      |
|      | DD14 312 | 北海道北見市中ノ島町1丁目4-1 オホーツク鉄道歴史保存会 |      |
|      | DD14 323 | 北海道小樽市手宮1丁目3-6 小樽市総合博物館             |      |
|      | DD14 332 | 新潟県新潟市秋葉区新津東町2丁目5 新潟市新津鉄道資料館 |      |

## DD14・DD53形が登場する作品
- 島田直明 『赤鬼』鉄道ファン・フォトサロン「鉄道ファン407号」1995年3月号（交友社） / 『赤鬼』Best Shot「週刊朝日」1997年2月21日号（朝日新聞社）
- 究極超人あ〜る  - 「雪のなかへ」の巻に登場。
- 科学記録映画『振動の世界』1971年製作（東京文映） - 狩勝実験線での試験車両の動力車として映像に記録されている。
- 高倉健主演の映画『鉄道員（ぽっぽや）』の中で、廃車となったDD14 4のナンバープレートが背景に写るシーンがある。